# Spermacoce hexangularis
Espèce
Classification phylogénétique
Synonymes
selon tropicos :
- Spermacoce latifolia Aubl.[2]

selon GBIF :

Spermacoce hexangularis est une espèce de plantes herbacées néotropicales appartenant à la famille des Rubiaceae.

## Description
En 1953, Lemée propose la description suivante pour Spermacoce hexangularis :

« Tiges flexueuses 6-gônes éparses sur les plantes voisines, glabres ; feuilles pétiolées ovales aiguës, d'environ 35 mm. (pétiole compris) sur 10-12; capitules terminaux, fleurs à corolle bleue, anthères insérées dans la gorge. - Roura »

— Albert Lemée, 1955.

## Répartition
Spermacoce hexangularis ne serait connue que de Guyane.

## Taxonomie
Spermacoce hexangularis serait un synonyme de Spermacoce latifolia,.

## Écologie
Cette espèce est largement méconnue.

## Protologue
En 1775, le botaniste Aublet a proposé le protologue suivants :

« 8. SPERMACOCE (hexangularis) caule flexuoſo ; foliis ovato-acutis, petiolatis ; floribus terminalibus. (Tabula 22. Fig. 8.)
Hæc ſpecies à præcedenti differt, caulibus hexagonis, ſupra vicinas plantas ſparſis ; foliis ovatis, minoribus, petiolatis.
Habitat in iiſdem locis.

LA SPERMACOCE exagone. (PLANCHE 22. fig. 8)
Cette plante diffère de la précédente [Spermacoce alata], en ce que ſes tiges ſont à ſix angles, que ſes feuilles ſont plus courtes, moins aiguës, qu'elles ont un petit pédicule, & que ſes tiges ſont plus foibles ; celles-ci ne ſe ſoutiennent qu'à l'aide des plantes voiſines.
Les fleurs pouffent également à l'extrémité des rameaux ; elles ſont de couleur bleue, & leurs étamines ſont toutes les quatre placées à l'entrée du tube, & au deſſous de ſes divisions.
Elle croît dans les mêmes lieux.
Les branches de toutes ces différentes eſpèces du même genre, ſont repréſentées de grandeur naturelle. On a groſſi ſeulement les différentes parties des fleurs. »

— Fusée-Aublet, 1775.

« Toutes ces eſpèces de Spermacoce ſont employées en ptiſane par les Nègres de Madagaſcar, pour la cure de la gonorrhée. »

— Fusée-Aublet, 1775.